# Giáo phận Hàm Hưng
Giáo phận Hàm Hưng (tiếng Hàn Quốc: 천주교 함흥교구; tiếng Latinh: Dioecesis Hameungensis) là một giáo phận của Giáo hội Latinh trực thuộc Giáo hội Công giáo Rôma ở Bắc Triều Tiên.

## Địa giới
Địa giới giáo phận bao gồm các tỉnh Hamgyong Bắc và Hamgyong Nam ở Bắc Triều Tiên.
Tòa giám mục được đặt tại thành phố Hàm Hưng.

## Lịch sử
Hạt Đại diện Tông tòa Wonsan (Ouen-san) được thành lập vào ngày 5/8/1920  theo tông chỉ Concreditum Nobis của Giáo hoàng Biển Đức XV, trên phần lãnh thổ tách ra từ Hạt Đại diện Tông tòa Seoul (nay là Tổng giáo phận Seoul).
Vào tháng 7/1928, một phần lãnh thổ của Hạt Đại diện Tông tòa được tách ra để thành lập Giáo hội sui iuris Ilan (nay là Hạt Phủ doãn Tông tòa Giai Mộc Tư) và Hạt Phủ doãn Tông tòa Duyên Cát (nay là Giáo phận Duyên Cát) ở Trung Quốc.
Vào nầy 12/1/1940, Hạt Đại diện Tông tòa đã đổi tên thành Hạt Đại diện Tông tòa Kanko, đồng thời một phần lãnh thổ được tách ra để thành lập Đan viện Tòng thổ Tokwon theo tông sắc Libenter Romanus Pontifex của Giáo hoàng Piô XII. Kể từ thời điểm này Hạt Đại diện Tông tòa được giao cho một Giám quản Tông tòa quản lí.
Hạt Đại diện Tông tòa đã đổi tên thành Hạt Đại diện Tông tòa Hàm Hưng (Hamhung) vào ngày 12/7/1950.
Vào ngày 10/3/1962, mặc dù Hạt Đại diện Tông tòa đã trống tòa nhiều năm vì chiến tranh và phong trào đàn áp người Công giáo, Hạt Đại diện Tông tòa đã được nâng cấp thành một giáo phận theo tông sắc Fertile Evangelii semen của Giáo hoàng Gioan XXIII.
Từ năm 2005 chức Giám quản Tông tòa của giáo phận được trao cho các Giám mục Giáo phận Ch'unch'on (nay là Giáo phận Chuncheon), nhưng các hoạt động tôn giáo trên phần lãnh thổ của giáo phận cũng như toàn bộ Bắc Triều Tiên bị ngăn cấm.

## Lãnh đạo qua từng thời kì
Các giai đoạn trống tòa không quá 2 năm hay không rõ ràng bị loại bỏ.
- Giám mục Bonifatius (Josef) Sauer, O.S.B. † (25/8/1920 - 12/1/1940 trở thành Viện phụ Tokwon)
  - Bonifatius (Josef) Sauer, O.S.B. † (12/1/1940 - 7/2/1950 qua đời) (Giám quản Tông tòa)
  - Timotheus (Franz Xaver) Bitterli, O.S.B. † (9/5/1952 - 22/5/1981 về hưu) (Giám quản Tông tòa)
  - Placiđô Ri Tong-ho, O.S.B. (22/5/1981 - 21/11/2005 từ nhiệm) (Giám quản Tông tòa)
  - Gioan Thánh Giá Chang Yik † (21/11/2005 - 28/1/2010 về hưu) (Giám quản Tông tòa)
  - Luca Kim Woon-hoe (28/1/2010 - 21/11/2020 về hưu) (Giám quản Tông tòa)
  - Simôn Kim Ju-young, từ 21/11/2020 (Giám quản Tông tòa)